# Arend van Hout
A.J. (Arend) van Hout (Marken, 3 oktober 1958) is een Nederlands ambtenaar en bestuurder. Sinds 6 september 2013 is hij burgemeester van Westervoort. Sinds eind november 2023 is hij partijloos. Tot dan was hij lid van de VVD. 

## Biografie
Van Hout werd geboren als zoon van Bauke van Hout, die toen burgemeester van Marken was. Hij heeft in Groningen bestuurswetenschappen gestudeerd. Hij was werkzaam bij het kabinet van de commissaris van de Koningin in Drenthe en werd daarna chef van het kabinet van de commissaris van de Koningin in Gelderland. In 2013 volgde zijn benoeming tot burgemeester van Westervoort.